# Il Poligrafo
Il Poligrafo è una casa editrice italiana di saggistica, che pubblica in particolare opere riguardanti la filosofia e le scienze umane, l'arte e l'architettura.
Si qualifica come medio editore, avendo pubblicato oltre 10 titoli l'anno dal 1993 al 2017.

## Storia
La casa editrice Il Poligrafo nasce a Padova nel 1988, è legata ad un gruppo di intellettuali come Isnenghi, Brunetta,  Camon e si segnala per la forte impronta umanistica: il suo catalogo comprende oltre mille titoli, dai saggi alle monografie, dai libri illustrati alla narrativa, oltre a un settore di riviste, tra cui “Medioevo. Rivista di storia della filosofia medievale”, “Anfione e Zeto. Rivista di architettura e arti”, “Musica & Figura”, “Paradosso. Rivista di filosofia”.
Nel 1999, in seguito ad un riassetto azionario, la proprietà della casa editrice passa interamente a Chiara Finesso. Dagli anni Novanta ad oggi, la casa editrice ha ampliato la propria offerta creando nuove collane (dirette, fra gli altri, da Mario Isnenghi, Saveria Chemotti, Antonia Arslan e Daniele Vitale) e abbracciando diversi campi del sapere: arte, architettura, archeologia, filosofia, critica letteraria, storiografia, memorialistica, studi di genere, cinema, poesia, avviando collaborazioni e partnership in ambito nazionale con atenei, centri di ricerca, musei, fondazioni, istituzioni.
Per la filosofia, nucleo originario del progetto culturale del Poligrafo, il catalogo comprende autori classici della storia del pensiero come Plotino, Leibniz, Shaftesbury, Giovanni Vailati, John von Neumann, classici contemporanei come Jacques Derrida e Jean-Luc Nancy, ma anche protagonisti della filosofia italiana di questi anni come Ludovico Geymonat, Ferruccio Rossi-Landi, Pier Aldo Rovatti, Umberto Curi, Franco Volpi, Franco Chiereghin, Vittorio Possenti.
Tra le varie collane di architettura, alcune raccolgono gli esiti dell'attività di ricerca e della didattica dell'Università Iuav di Venezia e del Politecnico di Milano, con pubblicazioni che spaziano dalla storia dell'architettura all'urbanistica e al paesaggio, dalla cartografia alla progettazione architettonica e alla teoria della rappresentazione, dall'architettura di interni al design e al restauro, ospitando, tra i numerosi volumi, ricerche e monografie dedicate a maestri della disciplina come Ernesto Nathan Rogers, Peter Behrens, Giuseppe Samonà, Giancarlo De Carlo, Peter Eisenman, Richard Meier, Mart Stam, Renzo Piano, Franco Purini, Lodovico Meneghetti, Vittorio Gregotti. A marzo del 2018 l'editore aveva pubblicato circa mille libri.

## Le riviste
- Anfione e Zeto - Rivista di architettura e arti
- Annuario dell’Accademia di Belle Arti di Venezia
- Axiomathes - Quaderni del centro studi per la filosofia mitteleuropea
- Con-tratto - Rivista di filosofia tomista e filosofia contemporanea
- I castelli di Yale - Quaderni di filosofia
- I castelli di Yale - Saggi
- Janus - Quaderni del Circolo glossematico
- Medioevo - Rivista di storia della filosofia medievale
- Musica & Figura
- Notiziario Bibliografico della Giunta Regionale del Veneto
- Paradosso - Annuario di filosofia
- Rivista di psicologia